# Idaea damadensis
Idaea damadensis là một loài bướm đêm trong họ Geometridae.